# Liste der Kreisstraßen in Solingen
Die Liste der Kreisstraßen in Solingen ist eine Auflistung der Kreisstraßen in der kreisfreien Stadt Solingen in Nordrhein-Westfalen.

## Abkürzungen
- K: Kreisstraße
- L: Landesstraße

## Liste
Die Kreisstraßen behalten die ihnen zugewiesene Nummer innerhalb von Nordrhein-Westfalen auch bei einem Wechsel in einen Kreis oder in eine andere kreisfreie Stadt. Nicht vorhandene bzw. nicht nachgewiesene Kreisstraßen werden in Kursivdruck gekennzeichnet, ebenso Straßen und Straßenabschnitte, die unabhängig vom Grund (Herabstufung zu einer Gemeindestraße oder Höherstufung) keine Kreisstraßen mehr sind.
Der Straßenverlauf wird in der Regel von Nord nach Süd und von West nach Ost angegeben.
| Nr. | Verlauf |
| --- | --- |
| K 1 | L 141 – Mühlenstraße – Höhscheider Straße – L 67 – Höhscheider Straße – – Neuenkamper Straße – Leichlinger Straße – Haasenmühle – Stadtgrenze – (K 1 im Rheinisch-Bergischen Kreis) |
| K 3 | Katternberger Straße – Hossenhauser Straße – |
| K 4 | – Bismarckstraße – Bülowplatz – Bismarckstraße – K 7 – Pfaffenberger Weg – Balkhauser Weg – Glüder – Glüder Straße – Stadtgrenze – (K 4 im Rheinisch-Bergischen Kreis)              |
| K 5 | (K 5 im Kreis Mettmann) – Ittertalstraße – Talblick – Wittkuller Straße – Schwindstraße – Friedrich-Ebert-Straße – L 85                                                             |
| K 6 | (K 6 in Wuppertal) – Stadtgrenze – Eipaßstraße – Oberhaaner Straße – Walder Straße –                                                                                                |
| K 7 | – Platzhofstraße – L 427 – Eichenstraße – K 4 – Bismarckstraße – Ritterstraße – |
| K 8 | Höhrath – Stadtgrenze – (K 8 im Rheinisch-Bergischen Kreis) |

## Quelle
- Landesvermessungsamt Nordrhein-Westfalen, Kreiskarte Nr. 32: Kreis Mettmann, Städte Düsseldorf, Remscheid, Solingen, Wuppertal